# ناحیه تفتناز
ناحیه تفتناز (به عربی: ناحیة تفتناز) یک ناحیه در سوریه است که در منطقه ادلب واقع شده‌است. ناحیه تفتناز ۲۴٬۱۴۵ نفر جمعیت دارد.